# Rellen in de Afrikaanderwijk
De rellen in de Afrikaanderwijk (ook wel de Pensionrellen genoemd) behelsden een serie onlusten die plaatsvonden in de Afrikaanderwijk in Rotterdam tussen autochtonen en Turken van 9 tot 16 augustus 1972.

## Aanleiding
Op 10 augustus 1972 sloeg de vlam in de pan in de Paarlstraat. De aanleiding was dat een Nederlandse vrouw bedreigd was en later ook letterlijk op straat werd gezet, dus zonder deurwaarder na een rechterlijk vonnis, door haar Turkse huisbaas na een ruzie over achterstallige huur. Hij wilde het pand naar haar zeggen omvormen tot een gastarbeiderspension, wat tegen het zere been van veel Rotterdammers op Rotterdam-Zuid was. Een vechtpartij ontstond die al snel escaleerde tot een grote volksoploop.
De rellen hielden een week aan. Knokploegen uit andere steden deden mee aan de onlusten. Bij Turkse pensions werden de ruiten ingegooid en interieurs vernield. Turkse cafés werden bestookt met molotovcocktails. Een veelgehoorde klacht was dat pasgetrouwde stelletjes jarenlang moesten wachten op een huurhuis, terwijl huisjesmelkers steeds meer panden opkochten om buitenlandse arbeiders in te huisvesten. De rellen leidden ertoe dat de Rotterdamse gemeenteraad een maximum van 5% instelde voor buitenlanders (inclusief Surinamers en Antillianen) per wijk, met een meerderheid van 25 tegen 10 stemmen. Dit besluit, waaraan iedere wettelijke basis ontbrak, werd in 1974 vernietigd door de Raad van State.